# Odessa fashion week

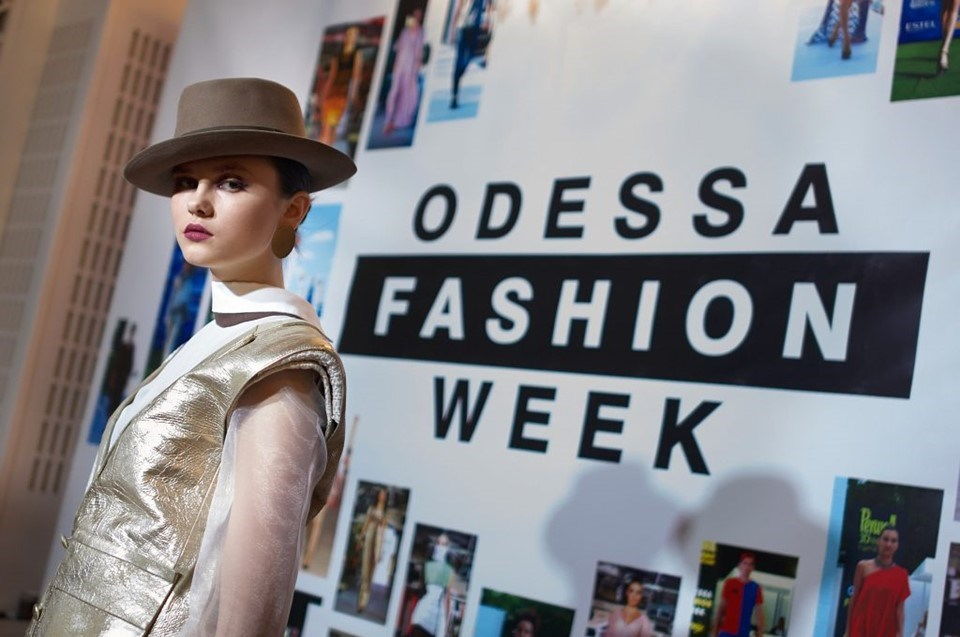
ODESSA FASHION WEEK SS2017

Odessa Fashion Week (укр. Одеський Тиждень Моди) — перший професійний тиждень моди в Одесі, який покликаний сприяти розвитку індустрії, просуваючи українські торгові марки одягу, взуття та аксесуарів. Захід побудований на професійних принципах організації тижнів мод, прийнятих у світовій fashion-індустрії та є єдиним професійним майданчиком в Одесі для дизайнерів і має важливе значення для розвитку fashion-індустрії Південного регіону і України в цілому. 

## Історія створення
Odessa Fashion Week вперше було проведено 15-18 жовтня 2015 року та тричі на рік представляє на своєму подіумі колекції pret-a-porter та de-luxe майбутнього сезону відомих українських та зарубіжних дизайнерів: Spring-Summer, Fall-Winter та Cruise.

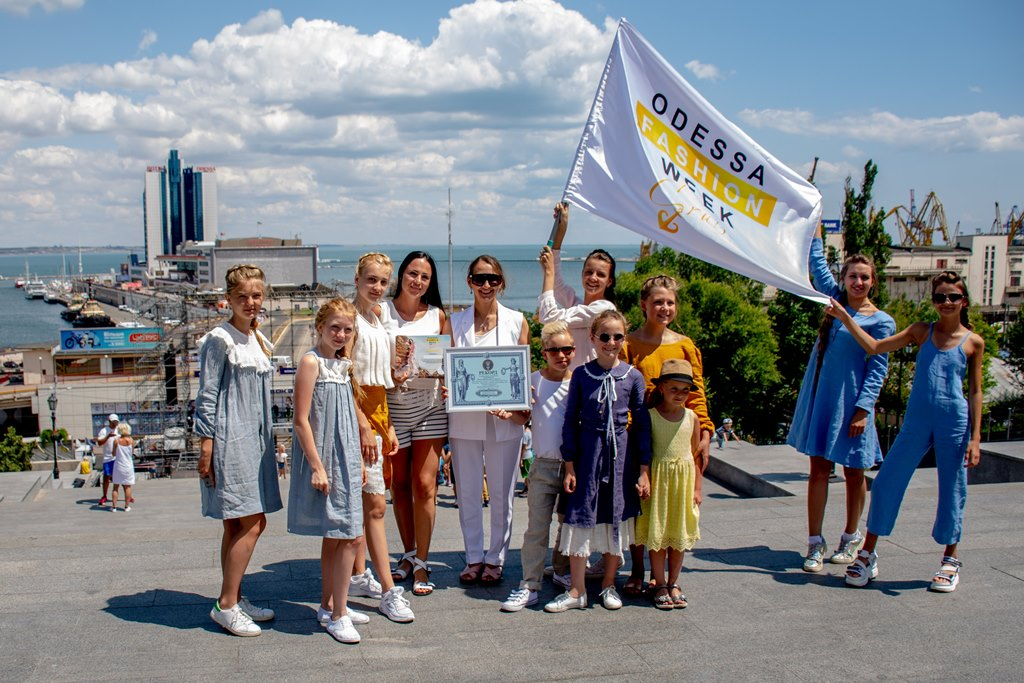
"Найбільша кількість (525) моделей на Потьомкінских сходах", 11.07.2019

В рамках Odessa Fashion Week проходить Graduate Fashion DayTM, де свої перші колекції представляють дизайнери-випускники професійних учбових закладів України.
За підсумками міжнародного конкурсу молодих дизайнерів New Fashion GenerationTM Odessa Fashion Week відкриває нові імена у fashion-індустрії.
В рамках Odessa Fashion Week також проходить Kids Fashion DayTM, де колекції дитячого та підліткового одягу представлять дизайнери з усієї України. Основною метою заходу є популяризація українських дизайнерів й брендів одягу та розвиток дитячої модної індустрії в Україні.

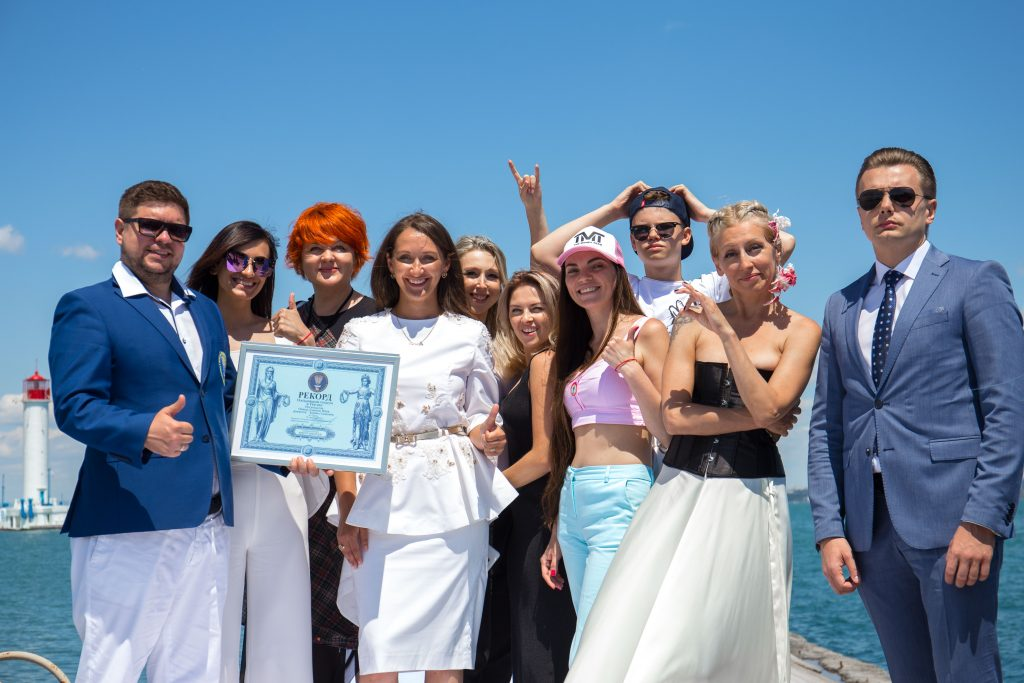
Рекорд "Найдовший подіум в Україні", 15.07.2017 р

Учасниками події є баєри, журналісти провідних професійних та глянцевих видань, блогери, аналітики та критики в галузі моди, а також клієнти модних будинків та брендів.
Odessa Fashion Week активно розвиває міжнародні відносини, про що свідчить розширення географії учасників та той факт, що Одеса стала другим містом в Україні, в якому проводиться професійний тиждень моди, який увійшов в офіційний розклад міжнародних календарів тижнів моди за версією fashionunited.com та fashionweekonline.com
Odessa Fashion Week проходить за підтримки Ukrainian Fashion Association, Одеської міської ради, Одеської обласної державної адміністрації та Одеського дипломатичного клубу, який об'єднує всі іноземні посольства й почесні консульства в Південному регіоні.

## Досягнення
- Грамота Одеської обласної державної адміністрації «за вагомі досягнення у професійній діяльності та особистий внесок у розвиток індустрії моди Одеської області», 2016
- Подяка Міністерства культури України «за сприяння у розвитку індустрії моди в регіоні, популяризацію професій модної індустрії, відкриття і підтримку молодих дизайнерів», 2017
- Почесна грамота Голови Одеської міської ради «за сумлінну плідну працю, високий професіоналізм, вагомий внесок у розвиток міжнародних відносин в сфері індустрії моди і сприяння зміцненню міжнародного авторитету міста Одеси», 2017

- Диплом та книга Національного реєстру рекордів України за встановлення Рекорду: «Найдовший подіум в Україні» (612 метрів), 15.07.2017
- Подяка Міністерства молоді та спорту України за «вагомий внесок у реалізацію молодіжної політики, створення умов для творчого розвитку молоді, активну участь в популяризації української культури і залучення молоді до суспільно значущої діяльності», 2017
- Перемога в щорічному конкурсному відборі премії Одеської області «Творча молодь Одещини 2018» в двох номінаціях: «Творчий проект року» та «Організація року», 2018
- Диплом та книга Національного реєстру рекордів України за встановлення Рекорду: «Найбільша кількість моделей на Потьомкінських сходах» (525 моделей), 11.07.2019
- Диплом та книга Національного реєстру рекордів України за встановлення Рекорду: «Найбільша кількість дизайнерів у рамках тижня моди» (108 дизайнерів), 11.07.2019

## Джерела

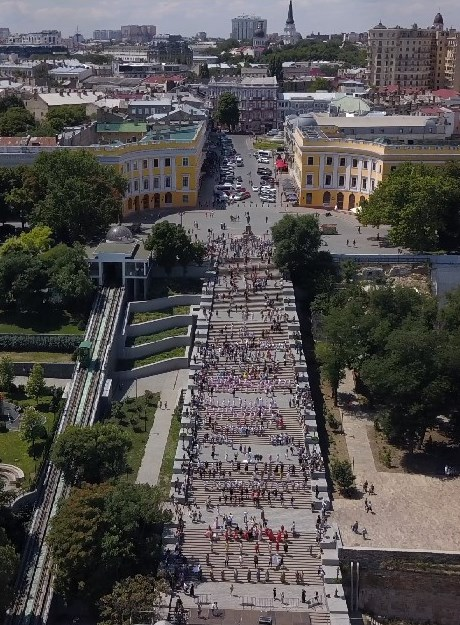
Рекорд "Найбільша кількість (108) дизайнерів в рамках тижня моди", 11.07.2019